# Velilla de la Peña
Velilla de la Peña es una localidad y también una pedanía españolas de la provincia de Palencia, perteneciente al municipio de Santibáñez de la Peña, de cuyo Ayuntamiento depende. Hasta 2006 su nombre oficial fue Velilla de Tarilonte.

## Geografía
Está situada en la Montaña Palentina, al sur de la Sierra del Brezo, en la zona noroeste de la provincia de Palencia, en la denominada Comarca de la Peña.

### Comunicaciones
Se puede acceder al mismo por la carretera comarcal CL-626, recorriendo 16 km desde Guardo o 18 km desde Cervera de Pisuerga, 1 km al este de Villaverde de la Peña y otro km al oeste de Tarilonte de la Peña.

## Demografía
Evolución de la población en el siglo XXI
| Gráfica de evolución demográfica de Velilla de la Peña entre 2000 y 2020 |
|                                                                          |
| Población de derecho (2000-2020) según el padrón municipal del INE       |

## Historia
A la caída del Antiguo Régimen la localidad se constituye en municipio constitucional y que en el censo de 1842 contaba con 18 hogares y 94 vecinos, para posteriormente integrarse en Santibáñez de la Peña.

## Economía
Pueblo tradicionalmente agrícola y ganadero, actualmente tiene una creciente industria turística con casa rural. Explotaciones mineras de carbón de antracita, mina El Pozo, y una cantera de extracción de piedra.

## Patrimonio
Iglesia de San Lorenzo.